# ウインター殺人事件
『ウインター殺人事件』（ウインターさつじんじけん、The Winter Murder Case）は、S・S・ヴァン・ダイン作の長編推理小説。1939年発表。
素人探偵ファイロ・ヴァンスが活躍する12長編のうち最後の作品である。決定稿に取りかかる前に作者が急逝したために未完成であり、枚数が前11作より短いため、日本語訳の文庫版では、巻末に「推理小説の二十則」と「推理小説論」が収められている場合がある。

## 物語
ファイロ・ヴァンスは地方検事マーカムからレクスン邸に滞在し、主人の収集品であるエメラルドを盗まれないよう守って欲しいと依頼される。郊外にあるレクスン邸では外遊していた息子リチャードの帰宅パーティーが開かれていた。
ヴァンスはパーティー招待客として邸宅に滞在しはじめたが、レクスンの地所にある崖で番人の転落死体が発見された。ところが、レクスン家の主治医で監察医でもあるクエインは他殺と診断、地元警察のオレアリ警部補はヴァンスに協力を求める。

## 主な登場人物
- ファイロ・ヴァンス - 素人探偵。
- ジョン・F・X・マーカム - 地方検事。
- カリントン・レクスン - レクスン荘園の持ち主。エメラルドの収集家。
- リチャード・レクスン - カリントンの息子。
- ジョーン・レクスン - カリントンの娘。身体障害で車椅子を使用。
- ジャック（ジョン）・バセット - リチャードの話し相手・友人。
- エラ・ガンサー - ジョーンの話し相手・友人。アイススケートが得意。
- エリック・ガンサー - エラの父。レクスン邸と地所の管理責任者。部下のウォーレンが自分の地位を狙っていると警戒している。
- カーロッタ・ネイスミス - 社交界で活躍する婦人。カリントンは倅リチャードと結婚させたがっている。
- ルーミス・クエイン - レクスン一家の主治医。カリントンとは家族同様で警察の監察医も兼ねる。
- マーシア・ブルース - レクスン一家の家政婦。しっかりもので気丈な性格。
- レイフ・ウォーレン - レクスンの地所の番人でエリックの補佐役。エリックにとってかわろうとしていたが、死体で発見される。
- ジェッド老人（グリーン・ハーミット） - レクスン荘園の元管理人でエリックの前任だった。
- オレアリ警部補 - ワインウッド警察の刑事。ファイロ・ヴァンスを尊敬し、殺人事件の捜査に助言と協力を依頼する。

## その他
「ヴァン・ダインが入院中に2000冊のミステリを読んだ」と記されることがあるが、「推理小説論」のなかで、作者が読破済みの作品や登場キャラクターである探偵たちが列記されている。